# Blackout (album của Britney Spears)
Blackout là album phòng thu thứ năm của ca sĩ người Mỹ Britney Spears, phát hành ngày 25 tháng 10 năm 2007 bởi Jive Records. Quá trình thực hiện và ra mắt album diễn ra giữa thời điểm những rắc rối trong đời sống cá nhân của Spears được truyền thông rộng rãi và làm lu mờ những dự án chuyên nghiệp của cô. Đóng vai trò điều hành sản xuất đĩa nhạc, nữ ca sĩ làm việc với nhiều nhà sản xuất như Danja, Bloodshy & Avant, Sean Garrett và The Neptunes, bên cạnh một số tên tuổi khác. Blackout là một bản thu âm dance-pop và electropop với những âm hưởng từ Euro disco và dubstep, với nội dung lời bài hát xoay quanh chủ đề tình yêu, sự nổi tiếng, sự giám sát của giới truyền thông, tình dục và câu lạc bộ. Album dự kiến được phát hành vào ngày 13 tháng 11 năm 2007, nhưng kế hoạch phải thay đổi gấp rút sau khi bị rò rỉ trên mạng.
Sau khi phát hành, Blackout nhận được những phản ứng trái chiều từ các nhà phê bình âm nhạc, trong đó họ gọi đây là album tiến bộ và nhất quán nhất của Spears, nhưng cũng vấp phải chỉ trích do ảnh hưởng của những tranh cãi trong đời sống của cô lúc bấy giờ. Tuy nhiên, Blackout vẫn gặt hái nhiều thành công về mặt thương mại, đứng đầu các bảng xếp hạng ở Canada và Ireland, cũng như lọt vào top 5 ở Úc, Brazil, Pháp, Hy Lạp, Nhật Bản, Mexico, Scotland, Thụy Sĩ và Vương quốc Anh. Tại Hoa Kỳ, album ban đầu được xác định sẽ ra mắt ở ngôi vị quán quân trên bảng xếp hạng Billboard 200, nhưng do một số thay đổi về quy tắc tính lượng tiêu thụ ở phút chót, album đạt vị trí thứ hai với doanh số tuần đầu đạt 290,000 bản, trở thành album đầu tiên trong sự nghiệp của Spears không đạt hạng nhất. Đến cuối năm 2008, Blackout bán được 3.1 triệu bản trên toàn cầu.
Ba đĩa đơn đã được phát hành Blackout. "Gimme More" đạt vị trí thứ ba trên bảng xếp hạng Billboard Hot 100 và lọt vào top 10 ở 16 quốc gia khác. "Piece of Me" đạt vị trí thứ 18 trên Billboard Hot 100, và gặt hái nhiều thành công thương mại trên phương diện quốc tế, trong khi "Break the Ice" vươn đến vị trí thứ 43 trên Billboard Hot 100. Không như những album trước, Spears không hề quảng bá cho Blackout, ngoại trừ màn trình diễn bị truyền thông chỉ trích cho "Gimme More" tại giải Video âm nhạc của MTV năm 2007. Trong những năm tiếp theo, album được coi là điểm nhấn trong sự nghiệp của Spears và được ca ngợi vì tác động đáng kể đến nhạc pop thập niên 2010, được ghi nhận vì đã đưa thể loại electropop và avant-disco đến khán giả đại chúng. Blackout còn được nhiều ấn phẩm như The Guardian và Rolling Stone xếp vào danh sách những album xuất sắc nhất mọi thời đại.

## Tổng quan và phát triển

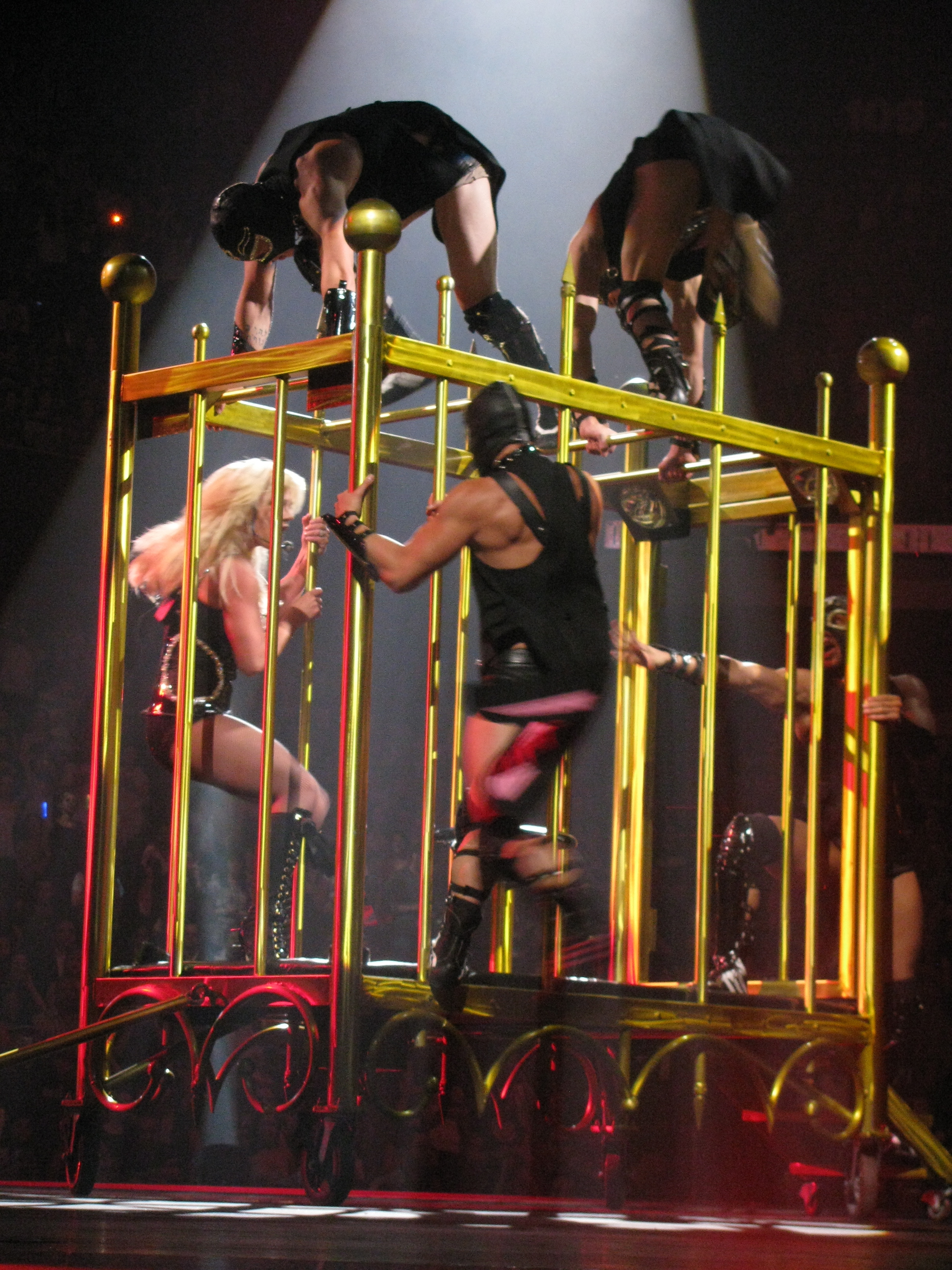
Spears trình diễn "Piece of Me" trong chuyến lưu diễn The Circus Starring Britney Spears năm 2009

Vào tháng 11 năm 2003, khi đang quảng bá album phòng thu thứ tư In the Zone, Spears tiết lộ với Entertainment Weekly rằng cô đang sáng tác bài hát cho album tiếp theo và cũng hy vọng thành lập hãng đĩa của riêng mình vào năm 2004. Henrik Jonback sau đó xác nhận rằng anh đang viết nhạc với cô trong chặng Châu Âu của chuyến lưu diễn The Onyx Hotel Tour (2004), "trên xe buýt và trong phòng khách sạn của cô ấy giữa những buổi hòa nhạc." Sau cuộc hôn nhân với Kevin Federline vào tháng 10 năm 2004, Spears thông báo qua một lá thư trên trang web chính thức của mình rằng cô sẽ "nghỉ ngơi một thời gian để tận hưởng cuộc sống." Tuy nhiên, vào ngày 30 tháng 12, cô bất ngờ xuất hiện tại đài phát thanh KIIS-FM ở Los Angeles để ra mắt bản thu nháp của bài hát midtempo mới "Mona Lisa". Spears đã thu âm trực tiếp bài hát với ban nhạc của cô trong chuyến lưu diễn và gửi tặng đến tất cả "những huyền thoại và biểu tượng ngoài kia". Lời bài hát than thở về sự sụp đổ của Mona Lisa, gọi cô là "khó quên" và "khó đoán", đồng thời cảnh báo người nghe đừng bị "suy sụp". Cô cũng tiết lộ rằng cô muốn bài hát trở thành đĩa đơn chủ đạo trong album sắp tới của mình, dự kiến mang tên The Original Doll, và hy vọng sẽ phát hành "có thể trước mùa hè [2005], hoặc sớm hơn một chút." Vào tháng 1, Spears đăng một bức thư khác trên trang web của cô, nói rằng:

Tôi nghĩ tôi nên làm rõ những bức thư trước đây của tôi khi nói đến việc 'nghỉ ngơi'. Ý tôi là tôi đang tạm dừng việc nghe người khác bảo phải làm gì. ... Thật tuyệt khi bạn nhìn ai đó và không biết họ đang làm việc hay đang vui chơi vì đối với họ mọi thứ đều giống nhau. Những việc tôi làm gần đây thật thú vị vì nó không còn giống công việc nữa. Tôi thậm chí còn tham gia nhiều hơn vào việc quản lý và kinh doanh của mình và tôi cảm thấy có nhiều quyền kiểm soát hơn bao giờ hết.

Một đại diện của Jive Records cho biết mặc dù Spears đang làm việc trong phòng thu nhưng "hiện tại không có album nào được lên lịch" và "không có kế hoạch đưa 'Mona Lisa' lên các đài phát thanh." "Mona Lisa" sau đó được phát hành trong đĩa CD kèm theo DVD của Britney and Kevin: Chaotic (2005), trong một phiên bản thu âm lại với phần lời được thay đổi. Spears sinh con trai đầu lòng Sean Preston vào ngày 14 tháng 9. Trong một cuộc phỏng vấn với People vào tháng 2 năm 2006, Spears giải thích rằng cô rất nóng lòng được tiếp tục sự nghiệp của mình, chia sẻ rằng cô nhớ "du lịch [...] trên đường, ngắm nhìn nhiều nơi và bên cạnh các vũ công và tận hưởng sự vui vẻ. Cảm giác được đứng trên sân khấu, biết rằng đó là điều tốt nhất cho bạn – Tôi thích điều đó. Nhưng tôi cần nghỉ ngơi. Tôi cần phải khao khát trở lại." Khi được hỏi về album tiếp theo, Spears nói rằng cô đang thể nghiệm với những nhạc công chơi trực tiếp tại phòng thu tại gia, mộc mạc hóa âm nhạc của mình và chơi piano. Spears muốn album đại diện cho quê hương Louisiana của cô, giải thích rằng cô lớn lên với nhạc blues. "Khi tôi còn nhỏ, tôi thường lắng nghe chính mình [...] Nhưng khi hãng đĩa ký hợp đồng với bạn, và bạn biết ơn khi có được một bài hát ăn khách. Bạn thực sự khó thể hiện tiếng nói của mình và nơi bạn đến. Tôi muốn cố gắng để có nhiều ảnh hưởng hơn từ âm thanh đó. Không phải tôi muốn giống Tina Turner. Nhưng bạn không bao giờ biết được", cô nói. Nữ ca sĩ cũng nói rằng cô hy vọng album sẽ tiếp thêm sinh lực cho nền nhạc pop hiện tại, đồng thời cho rằng "Thật là nhàm chán. Chẳng có gì đáng kinh ngạc đối với tôi cả."
Vào ngày 9 tháng 5, Spears thông báo cô đang mang thai đứa con thứ hai. Vài ngày sau, các nhà sản xuất như J. R. Rotem và Sean Garrett nói với MTV News rằng họ đang làm việc với Spears. Vào ngày 12 tháng 9, Spears sinh con trai thứ hai Jayden James. Cô đệ đơn ly hôn với Federline vào ngày 7 tháng 11 với lý do có những khác biệt không thể hòa giải; cuộc ly hôn được hoàn tất vào tháng 7 năm 2007, khi cả hai đạt được thỏa thuận và đồng ý chia sẻ quyền nuôi con chung. Trong thời gian ly hôn, việc tiệc tùng và cách hành xử nơi công cộng của cô đã thu hút sự chú ý của giới truyền thông toàn cầu. Dì ruột của Spears, Sandra Bridges Covington, người mà cô rất thân thiết, qua đời vì ung thư buồng trứng vào tháng 1. Vào tháng 2, Spears gặp khủng hoảng tâm lý và quyết định cạo trọc đầu, gây nên sự soi mói gặt gao từ giới truyền thông. Sau đó, cô trải qua hai buổi điều trị riêng biệt tại Trung tâm Điều trị Promises ở Malibu, California. Người quản lý của cô, Larry Rudolph, đưa ra một tuyên bố vào ngày 20 tháng 3, rằng cô "đã hoàn tất thành công chương trình của họ." Vào tháng 5, cô tổ chức một loạt buổi hòa nhạc quảng bá tại các địa điểm của House of Blues trên khắp Hoa Kỳ, mang tên The M+M's Tour.

## Thu âm và sản xuất
—J. R. Rotem nói về quá trình làm việc với Spears vào tháng 5 năm 2006.
Spears đóng vai trò điều hành sản xuất cho Blackout, và đến nay vẫn là album duy nhất cô giữ chức vụ trên. Quá trình thu âm được nghiêm túc bắt đầu vào năm 2006, theo đại diện của Spears. Spears gặp J.R. Rotem lần đầu tại Las Vegas vào tháng 3 và mời anh thực hiện album sau khi nghe "SOS" của Rihanna. Họ đã cùng nhau viết và thu âm bốn bài hát, bao gồm "Everybody", vốn trước đó được gửi đến Rihanna và The Cheetah Girls. Trong tháng 7, cô bắt đầu làm việc với Danja, người liên hệ với nhiều nhạc sĩ như Keri Hilson, Jim Beanz và Corté Ellis để làm việc với anh. Nhóm sản xuất đã viết bảy bài hát cho Spears– "Gimme More", "Break the Ice", "Get Naked (I Got a Plan)", "Hot as Ice", "Perfect Lover", "Outta This World" và "Get Back". Danja giải thích rằng quá trình sáng tạo ban đầu không hề gặp khó khăn vì anh "được phép làm hầu hết những gì tôi muốn", và "nếu cô ấy cảm nhận được, cô sẽ làm theo. Nếu không, bạn sẽ thấy được qua nét mặt cô ấy." Hilson sáng tác "Gimme More" cho Spears sau khi Danja phát một đoạn nhạc không lời, nói rằng: "Tôi mới bắt đầu hát, 'Give me, Give me' và thêm vào một chút nữa và thực sự chỉ muốn vui vẻ và nghịch ngợm thôi." Spears bắt đầu thu âm với cả hai tại Studio at the Palms ở Las Vegas vào tháng 8, khi cô đang mang thai Jayden James được 8 tháng. Việc thu âm tiếp tục diễn ra tại nhà của Spears ở Los Angeles, ba tuần sau khi cô sinh con. Hilson nhận xét rằng "Cô ấy đã cống hiến 150%. [...] Tôi không biết người mẹ nào khác có thể làm vậy." Danja nói thêm rằng bất chấp mọi vấn đề trong đời sống cá nhân của nữ ca sĩ, "Về mặt đạo đức nghề nghiệp của cô ấy, tôi chưa thấy ai tốt đến vậy và luôn làm theo những gì bạn muốn." Nói đến chất nhạc của album, anh cho rằng mọi thứ đều ở tầm vóc lớn hơn, trưởng thành hơn và sẽ là "một Britney mới", giải thích rằng: "Tôi đến từ hip-hop và đây là thứ tôi muốn nhấn mạnh, nhưng tôi phải tiết chế điều đó."
Kara DioGuardi, người cũng làm việc trong "Heaven on Earth", đồng sáng tác và sản xuất "Ooh Ooh Baby" với Spears lúc đó đang mang thai. DioGuardi nói rằng Spears "làm việc rất chăm chỉ" và gọi cô là "không thể ngăn cản". Vào tháng 9, Rotem nói với MTV News rằng anh và Spears đang cố gắng đổi mới xu hướng âm nhạc hiện tại trên đài phát thanh vào thời điểm đó, điển hình là "Promiscuous" của Nelly Furtado. Ngày 8 tháng 11, một ngày sau khi đệ đơn ly hôn với Federline, Spears thu âm "Radar" với Ezekiel Lewis và Patrick M. Smith của the Clutch tại Sony Music Studios ở Thành phố New York. Lewis đã muốn làm việc với nữ ca sĩ từ lâu và có động lực để sản xuất thứ gì đó cho cô nhằm "giúp dự án của cô trở thành sự trở lại tuyệt vời". Smith tuyên bố rằng nhóm cố gắng tạo ra một đĩa nhạc "cho Britney Spears chúng ta từng biết và yêu thích" và không "chạm đến bất cứ điều gì liên quan đến những thứ cô ấy đang giải quyết." Cả hai đều nhận xét rằng mặc dù Spears đến buổi ghi âm muộn, nhưng cô khiến họ bất giờ với sự hiệu quả và tính chuyên nghiệp của mình, Lewis nói thêm: "Điều đó hoàn toàn điên rồ và cô ấy đi theo định hướng rất tốt. [...] Tôi không biết điều tôi mong đợi vì chúng tôi đã tiến hành làm nhạc chỉ một ngày sau khi cô ấy đệ đơn ly hôn với Kevin [Federline]."
"Heaven on Earth" được sáng tác bởi Nicole Morier, Nick Huntington và Michael McGroarty, hai người sau được biết đến như Freescha. Mặc dù Morier từng viết nhạc với Greg Kurstin và nhiều nghệ sĩ khác, cô cảm thấy mình "chưa thực sự tìm được chỗ đứng của riêng mình" cho đến khi viết "Heaven on Earth", được cô mô tả là "một bài hát rất chân thật". Sau khi Morier phát bài hát cho nhà xuất bản của cô, họ gặp Spears và giám đốc điều hành A&R của cô, Teresa LaBarbera Whites, người cũng từng làm việc với Beyoncé, và cả hai đều yêu thích bài hát. Morier mô tả "Heaven on Earth" là bản nhạc thay đổi sự nghiệp của cô. T-Pain, người đồng sáng tác "Hot as Ice", đã ở phòng thu với Spears vào tháng 2 năm 2007, và nói rằng một trong ba bài hát họ thu âm được hoàn thành chỉ sau một giờ. Anh nói rằng bản thân "nghĩ cô ấy sẽ ngồi trên ghế dài ăn Doritos hoặc nacho hoặc thứ gì đó [...] nhưng khi cô bước vào, bắt tay tôi, ôm tôi và đi ngay vào phòng thu. Cô ấy bước vào và thế là xong." Christian Karlsson và Pontus Winnberg, được biết đến như Bloodshy & Avant, đồng sáng tác và sản xuất "Radar", "Freakshow" và "Toy Soldier" vào cuối năm 2006. Khi album được coi là hoàn thành, họ bị LaBarbera Whites thuyết phục thực hiện thêm một bản nhạc mới. Winnberg nhận xét rằng việc không viết bài hát về cuộc sống cá nhân của Spears là "luật bất thành văn", kể từ "Sweet Dreams My LA Ex", một bài hát đáp trả "Cry Me a River" của Justin Timberlake, vốn bị Jive Records từ chối. Tuy nhiên, bộ đôi viết "Piece of Me" với Klas Åhlund, như một câu trả lời đến những lời chỉ trích nữ ca sĩ và gửi bản nhạc cho Spears, và cô "rất yêu thích". Winnberg nói: "Chúng tôi biết bài hát đã phá vỡ mọi quy tắc chúng tôi đặt ra, [...] Khi đến phòng thu, cô ấy vô cùng phấn khích, đã học thuộc lòng lời trên ô tô và thu âm trong 30 phút." Trước khi phát hành album, LaBarbera Whites nói với MTV News rằng album "cho thấy sự trưởng thành rất nhiều với tư cách nghệ sĩ biểu diễn. [...] Cô ấy rất quan tâm đến những bài hát và cách mọi thứ được hoàn thiện. Chính phép thuật của cô ấy đã biến những bài hát thành những gì chúng đang có." Trong số những nhà sản xuất từng làm việc cho Blackout nhưng không đi đến thành quả cuối cùng có Scott Storch, Dr. Luke và Ne-Yo.

## Nhạc và lời
— Spears so sánh Blackout với Circus.
Danja tiết lộ rằng mục tiêu của Spears là biến Blackout trở thành một album vui nhộn, dễ nhảy theo với âm nhạc có tiết tấu nhanh, nhiều năng lượng, đồng thời nói: "Cô ấy muốn tránh xa những vấn đề cá nhân. Mọi thứ rất thú vị, đơn giản và điều đó không có gì sai cả. Đó là một cảm giác tốt đẹp, tôn vinh tính nữ." Thành quả là một bản thu âm dance-pop, electropop, techno và avant-disco với những âm hưởng của R&B. Album mở đầu với đĩa đơn chủ đạo "Gimme More", một bản dance-pop và electropop. Bài hát mở đầu bằng một đoạn giới thiệu, trong đó Spears nói câu "It's Britney, bitch". Mặc dù lời bài hát nói về khiêu vũ và tình dục, nhưng bản chất lại đề cập sự ám ảnh của giới truyền thông đến đời sống cá nhân của cô, như trong câu "Cameras are flashin' while we're dirty dancin' / They keep watchin', keep watchin'". Bài hát tiếp theo và là đĩa đơn thứ hai "Piece of Me" sở hữu giai điệu dance nhịp độ thấp với giọng hát được biến dạng quá mức, gây nên hiệu ứng âm thanh bị tách rời và không thể phân biệt giọng nào là của Spears. Nội dung bài hát đế cập đến danh tiếng và được viết như một cuốn tiểu sử kể lại những vấp ngã của cô, trong khi nữ ca sĩ hát với chất giọng gần như nói. Bản nhạc thứ ba "Radar" kết hợp electropop và Eurodisco với tiếng synthesizer mô phỏng sóng siêu âm, được so sánh với "Tainted Love" của Soft Cell (1981). Trong lời bài hát, Spears cho đối phương biết anh đang trong tầm ngắm của cô, trong khi cô liệt kê những phẩm chất người đàn ông đó có.
Bài hát thứ tư và là đĩa đơn thứ ba "Break the Ice" mở đầu bằng đọan Spears nói "It's been a while / I know I shouldn't have kept you waiting / But I'm here now". Bài hát kết hợp dàn hợp xướng, với Keri Hilson hát nền, khiến "Break the Ice" nghe như một bản song ca. Hilson giải thích rằng bài hát nói về "hai người, một nam và một nữ, [...] và cô gái nói, 'Bạn hơi lạnh lùng. Hãy để tôi làm ấm mọi thứ và phá băng đi.'" Sau phần điệp khúc, đoạn bridge bắt đầu bằng câu nói của Spears "I like this part", học hỏi theo Janet Jackson trong "Nasty" (1986). Bản nhạc thứ năm của Blackout "Heaven on Earth" là một bản tình ca Eurodisco mang hơi hướng của new wave. Bài hát được lấy cảm hứng từ "I Feel Love" (1977) của Donna Summer, với ba lớp giọng được sử dụng cùng lúc. Nicole Morier nhận xét rằng bản nhạc được viết từ một nơi rất tăm tối, nói rằng: "Tôi đang nghĩ về ai đó và nghĩ họ thật hoàn hảo còn tôi thì có tất cả những điểm không hoàn hảo đó. [...] Điều cảm động là bài hát xuất phát từ góc nhìn của một người cảm thấy họ thực sự cần người này chỉ để an toàn và thoải mái." Tại thời điểm phát hành, Spears gọi đây là bài hát cô yêu thích nhất trong Blackout. "Get Naked (I Got a Plan)" là một bản nhạc có tiết tấu nhanh nói về tình dục. Đây là một bản song ca giữa Spears và Danja, người hát đoạn điệp khúc với chất giọng bị bóp méo thành âm thanh như một tiếng rên rỉ đang cạn kiệt. Spears tạo ra một loạt tiếng hổn hển, tiếng thở dài và tiếng hô, đồng thời giọng hát của cô cũng bị bóp méo. "Freakshow" được xây dựng dựa trên hiệu ứng "con nhúng" của dubstep. Spears hát về việc nhảy múa và trở thành tâm điểm chú ý trong những câu như "Make them other chicks so mad / I'm 'bout to shake my ass / Snatch that boy so fast". Trong đoạn bridge, giọng hát nữ ca sĩ trầm xuống, khiến cô nghe có vẻ nam tính. Gần một thập kỷ sau khi phát hành Blackout, Spears gọi "Freakshow" là một trong những bài hát không phải đĩa đơn yêu thích của cô, mô tả bản nhạc là "ngổ ngáo".
Bài hát thứ tám "Toy Soldier" là một bản dance-pop sôi động làm gợi nhớ đến "Lose My Breath" (2004) của Destiny's Child, với phần trống quân đội và nói về việc tìm người yêu mới. Trong "Hot as Ice", cô hát ở quãng cao hơn: "I'm just a girl with the ability to drive a man crazy / Make him call me 'mama', make him my new baby." "Ooh Ooh Baby" có tiếng ghi-ta flamenco và hòa quyện tiết tấu của "Rock and Roll" (1972) của Gary Glitter và giai điệu của "Happy Together" (1967)  của The Turtles. Trong lời bài hát, cô hát tặng người yêu: "Touch me and I come alive / I can feel you on my lips / I can feel you deep inside". Kara DioGuardi cho biết cô được truyền cảm hứng từ mối quan hệ giữa Spears với con trai đầu lòng trong phòng thu, nói rằng: "Tôi nhìn hai người họ, cách họ nhìn nhau và cách cô ấy bế đứa bé khiến tôi thấy thú vị. Đôi khi bài hát về một đứa trẻ, đôi khi là về người yêu." "Perfect Lover" có giai điệu belly dance dồn dập, theo đó Spears hát những câu như "Tick-tock / Tick-tock / Come and get me while I'm hot". Phiên bản tiêu chuẩn của Blackout kết thúc với "Why Should I Be Sad", một bản nhịp độ trung bình gửi đến chồng cũ Kevin Federline. "Everybody" sử dụng nhạc mẫu "Sweet Dreams (Are Made of This)" (1983) của Eurythmics với nội dung về sàn nhảy và được Spears hát ở quãng trầm đầy hơi thở. "Get Back" là một bản nhạc dance có tiết tấu nhanh với giai điệu u ám được mô tả là "ma quái pha chút ngổ ngáo".

## Tiêu đề và hình ảnh
Tháng 6 năm 2007, Spears đăng một thông báo trên trang web chính thức của cô để hỏi ý kiến người hâm mộ về tên album phòng thu thứ năm. Trong số các lựa chọn có OMG Is Like Lindsay Lohan Like Okay Like, What If the Joke Is on You, Down Boy, Integrity và Dignity. Vào ngày 6 tháng 10, Jive Records thông báo qua một thông cáo báo chí rằng album sẽ mang tên Blackout, ám chỉ việc "đẩy lùi tiêu cực và đón nhận cuộc sống trọn vẹn." Hình ảnh bìa và tập sách ảnh album được chụp bởi Ellen von Unwerth. Jive tiết lộ bìa album và danh sách bài hát vào ngày 12 tháng 10, với hình ảnh Spears mặc một chiếc váy hồng và một chiếc mũ phớt trắng, cũng như mái tóc đen thể thao; Mặt sau của tập sách ảnh CD vật lý in hình ảnh Spears trong chiếc váy xanh lam. Bìa album nhận được những phản hồi tiêu cực từ giới phê bình. Tập sách ảnh của album có hình ảnh về những chiếc ghế trống với những trang báo lá cải bị xé toạc và những hình ảnh từ video ca nhạc "Gimme More". Không như những album trước của Spears, tập sách ảnh kkhông bao gồm danh sách cảm ơn.
Những hình ảnh ở trang giữa của Blackout xuất hiện cảnh Spears và một linh mục đang tạo dáng gợi cảm trong phòng xưng tội. Hình ảnh đầu tiên cho thấy Spears, người đeo thánh giá và đi tất lưới, ngồi trên đùi linh mục, trong khi ở bức thứ hai, cô dựa vào phòng xưng tội một cách khêu gợi với linh mục ngồi bên kia vách ngăn. Sau khi album được phát hành, giám đốc truyền thông của Liên đoàn Công giáo Kiera McCaffrey tuyên bố rằng nhóm coi những hình ảnh này là một "chiêu trò rẻ tiền" để quảng bá album và lên án Spears vì "chế nhạo bí tích Công giáo". McCaffrey nói thêm: "Tất cả những gì chúng ta thấy là cô gái này hiện đang gặp rắc rối như thế nào, đặc biệt là với gia đình, mất đi những đứa con và sự nghiệp đang xuống dốc. Và giờ cô ấy phát hành album này và đây là một chiến lược quảng bá?". Gil Kaufman của MTV nói rằng những hình ảnh trong đĩa nhạc gợi nhớ đến video ca nhạc "Like a Prayer" (1989) của Madonna.

## Phát hành và quảng bá

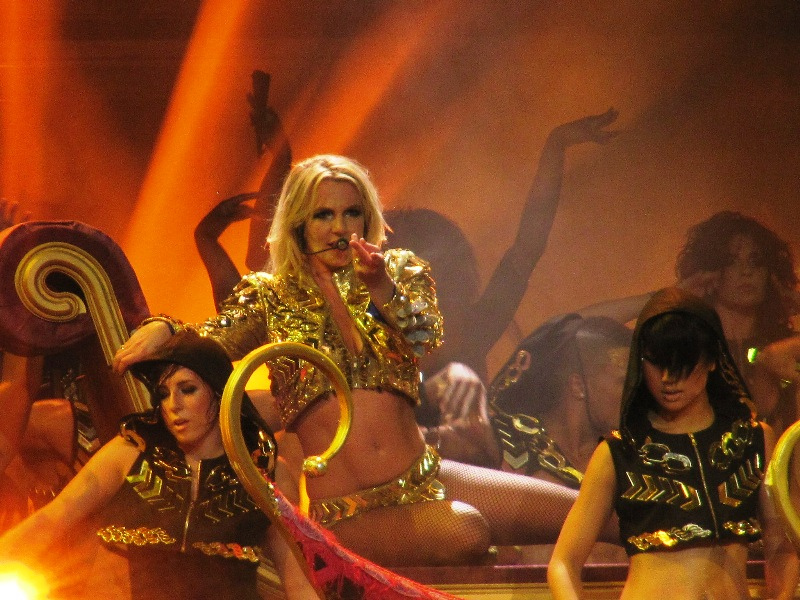
Spears trình diễn "Gimme More" trong chuyến lưu diễn Femme Fatale Tour năm 2011

Sau nhiều đồn đoán của giới truyền thông, vào ngày 6 tháng 9 năm 2007, Spears được xác nhận sẽ mở màn giải Video âm nhạc của MTV năm 2007 tại Nhà hát Pearl của Khách sạn và Sòng bạc Palms ở Las Vegas vào ngày 9 tháng 9. Thông báo cũng cho biết rằng cô sẽ trình diễn "Gimme More", với màn ảo thuật của ảo thuật gia Criss Angel ở một số phần của tiết mục. Tuy nhiên, màn kết hợp được cho là bị ban tổ chức chương trình từ chối vào phút chót. Màn trình diễn bắt đầu khi Spears hát những câu đầu tiên trong bài hát "Trouble" (1958) của Elvis Presley, trước khi chuyển sang "Gimme More". Spears mặc bộ bikini màu đen nạm ngọc và đôi bốt đen, bên cạnh cô là nhũng vũ công nam và nữ mặc trang phục đen. Một số vũ công múa cột nhảy theo ở những sân khấu nhỏ xung quanh khán giả. Màn trình diễn bị chỉ trích kịch liệt từ các nhà phê bình. Jeff Leeds của The New York Times nói rằng "Không ai lường trước được tiết mục thất bại vào tối Chủ nhật, khi Spears bơ phờ và loạng choạng trong những bước nhảy và chỉ thỉnh thoảng mở miêng để hát nhép đĩa đơn mới của mình". Vinay Menon của Toronto Star nhận xét Spears "trông choáng váng và vô vọng. Cô ấy mang vẻ mặt của một người bị lốc xoáy đưa vào Khách sạn và Sòng bạc Palms, một cơn lốc ngay lập tức cuốn đi quần áo và nhận thức của cô. [...] [Cô ấy] bước đi ì ạch, di chuyển chậm, như thể ai đó đã đổ xi măng vào đôi ủng của cô ấy vậy". David Willis của BBC cho biết màn trình diễn của cô sẽ "đi vào sử sách như một trong những tiết mục tệ nhất tại giải MTV".
Blackout dự kiến phát hành vào ngày 13 tháng 11. Tuy nhiên, Jive Records thông báo vào ngày 10 tháng 10 rằng ngày phát hành sẽ được dời lên hai tuần, đến ngày 30 tháng 10, do bị rò rỉ trái phép. Ngày hôm sau, Zomba Label Group đệ đơn kiện Perez Hilton, cho rằng anh đã thu thập và đăng trái phép ít nhất mười bài hát và bản thu nháp chưa hoàn thiện của album lên trang blog của mình. Đại diện của Zomba cáo buộc những bài đăng đã diễn ra suốt ba tháng trước đó và yêu cầu bồi thường thiệt hại và hình phạt, cũng như các chi phí pháp lý. Vào ngày 30 tháng 6 năm 2009, các bên quyết định bác bỏ vụ kiện sau một thỏa thuận giải quyết không được tiết lộ. Tháng sau, thẩm phán Tòa án quận đã bác bỏ vụ kiện. Không như những album phòng thu trước của Spears, Blackout không được quảng bá rầm rộ thông qua những cuộc phỏng vấn tạp chí, xuất hiện trong chương trình trò chuyện hoặc biểu diễn trên truyền hình, ngoại trừ màn trình diễn tại giải Video âm nhạc của MTV năm 2007, và cũng không có bất kì chuyến lưu diễn nào. Vào ngày 27 tháng 11 năm 2007, MTV phát động cuộc thi "Britney Spears Wants a Piece of You", theo đó người hâm mộ có thể đạo diễn một video riêng cho "Piece of Me", sử dụng nhiều cảnh phỏng vấn và trình diễn của Spears. Bằng cách sử dụng MTV Video Remixer, người hâm mộ có thể cắt ghép và tạo bản một kết hợp những cảnh quay. Video chiến thắng được công chiếu trên Total Request Live vào ngày 20 tháng 12 và được MTV, Jive Records và Spears chọn ra người chiến thắng. Người chiến thắng cũng nhận được một máy nghe nhạc Haier Ibiza Rhapsody cùng gói đăng ký một năm trên dịch vụ nghe nhạc Rhapsody, cũng như toàn bộ đĩa nhạc của Spears được phát hành tại Hoa Kỳ.

## Đĩa đơn
"Gimme More" được phát hành dưới dạng đĩa đơn đầu tiên của Blackout vào ngày 31 tháng 8 năm 2007, và nhận được sự hoan nghênh của giới phê bình. Bài hát đạt vị trí thứ ba trên bảng xếp hạng Billboard Hot 100, trở thành đĩa đơn thứ năm lọt vào top 10 và là đĩa đơn đạt thứ hạng cao thứ hai của cô lúc bấy giờ, sau đĩa đơn quán quân đầu tay "...Baby One More Time" (1998). "Gimme More" đứng đầu bảng xếp hạng Canadian Hot 100 và lọt vào top 5 ở Úc, Bỉ, Croatia, Đan Mạch, Pháp, Ireland, Ý, Na Uy, Thụy Điển, Thụy Sĩ, Ukraina và Vương quốc Anh. Video ca nhạc cho bài hát được đạo diễn bởi Jake Sarfaty và ra mắt vào ngày 5 tháng 10, trong đó Spears vào vai một vũ công thoát y và thể hiện sự khác biệt so với những video được dàn dựng kỹ lưỡng trước đây của Spears. Video nhận được những đánh giá trái chiều đến tiêu cực từ các nhà phê bình, với sự chỉ trích nhắm đến màn múa cột của Spears cũng như việc thiếu cốt truyện.
"Piece of Me" được phát hành như đĩa đơn thứ hai của Blackout vào ngày 27 tháng 11 năm 2007. Nhiều nhà phê bình đánh giá cao bản nhạc, khen ngợi phong cách sản xuất và lời bài hát đầy thách thức, đồng thời cho rằng đây là một trong những điểm nhấn nổi bật của album. Rolling Stone xếp bài hát ở vị trí thứ 15 trong danh sách 100 Bài hát hay nhất năm 2007. "Piece of Me" đạt vị trí số một ở Ireland và nằm trong top 10 ở Úc, Áo, Canada, CIS, Đan Mạch, Phần Lan, Pháp, Đức, New Zealand, Slovakia, Thụy Điển và Vương quốc Anh. Tại Hoa Kỳ, bài hát trở thành đĩa đơn quán quân thứ tư của Spears trên bảng xếp hạng Dance Club Songs, và đạt vị trí thứ 18 trên Billboard Hot 100. Video ca nhạc cho "Piece of Me" được đạo diễn bởi Wayne Isham, khắc họa cuộc sống của Spears lúc bấy giờ và có những cảnh cô và bạn bè cùng cải trang để lừa bịp các tay săn ảnh. Ý tưởng của Isham là để Spears tự tin tái hiện hoàn cảnh của cô. Video nhận được nhiều ý kiến trái chiều từ các nhà phê bình, hầu hết đều cho rằng cơ thể của cô đã bị chỉnh sửa quá mức. Tại giải Video âm nhạc của MTV năm 2008, video nhận được ba đề cử và chiến thắng tất cả–Video của năm, Video xuất sắc nhất của nữ ca sĩ và Video Pop xuất sắc nhất–đánh dấu những chiến thắng đầu tiên của Spears tại giải Video âm nhạc của MTV.
"Break the Ice" được phát hành làm đĩa đơn thứ ba và cũng là cuối cùng của Blackout vào ngày 3 tháng 3 năm 2008, và nhận được sự hoan nghênh từ giới phê bình, một số gọi đây là một điểm nhấn của album. Bài hát lọt vào top 10 ở Canada, Phần Lan và Ireland, đồng thời vươn đến top 40 ở hầu hết thị trường khác. Tại Hoa Kỳ, "Break the Ice" đạt vị trí thứ 43 trên Billboard Hot 100, nhưng trở thành đĩa đơn quán quân thứ ba liên tiếp của Spears trên Dance Club Songs. Một video âm nhạc đi kèm, do Robert Hales đạo diễn, được phát hành vào ngày 12 tháng 3. Đây là một video anime dựa trên nhân vật nữ siêu anh hùng trong video năm 2004 của Spears "Toxic", trong đó cô phá hủy một phòng thí nghiệm được bảo mật cao bằng một số nhân bản.
Theo Ezekiel Lewis của The Clutch, "Radar" ban đầu được lên kế hoạch là đĩa đơn thứ ba từ Blackout. Tuy nhiên, "Break the Ice" được phát hành thay thế và "Radar" được chọn làm đĩa đơn thứ tư. Bài hát đã lọt vào bảng xếp hạng ở CIS, New Zealand và Thụy Điển trước khi là đĩa đơn chính thức, thậm chí lọt vào top 10 ở Thụy Điển. Tuy nhiên, việc phát hành được lùi lại sau khi Spears bắt đầu thu âm những bài hát mới cho album phòng thu thứ sáu Circus (2008). Bài hát được đưa vào Circus như một bản nhạc kèm theo và được phát hành dưới dạng đĩa đơn thứ tư và cũng là cuối cùng của album vào ngày 22 tháng 6 năm 2009, và đạt vị trí thứ 88 trên Billboard Hot 100.

## Tiếp nhận chuyên môn
| Đánh giá chuyên môn        | Đánh giá chuyên môn |
| Điểm trung bình            | Điểm trung bình     |
| Nguồn                      | Đánh giá            |
| -------------------------- | ------------------- |
| Metacritic                 | 61/100              |
| Nguồn đánh giá             |                     |
| Nguồn                      | Đánh giá            |
| AllMusic                   | [ 37 ]              |
| The A.V. Club              | B+                  |
| Entertainment Weekly       | B+                  |
| The Guardian               | [ 55 ]              |
| MSN Music (Consumer Guide) | B+                  |
| NME                        | 4/10                |
| Pitchfork                  | 8.1/10              |
| Rolling Stone              | [ 51 ]              |
| Slant Magazine             | [ 96 ]              |
| Sputnikmusic               | 4/5                 |

Tại thời điểm phát hành, Blackout nhận được những phản ứng từ trái chiều đến tích cực của các nhà phê bình âm nhạc. Tại Metacritic, chuyên trang thống kê điểm trung bình dựa trên các bài đánh giá chuyên môn, album nhận được điểm trung bình là 61 trên tổng số 100 điểm, dựa trên 24 bài đánh giá. Stephen Thomas Erlewine, biên tập viên cấp cao của AllMusic, mô tả album đã "đạt đến trình độ nghệ thuật dance-pop, một minh chứng cho kỹ năng của nhà sản xuất và có lẽ ngay cả Britney cũng ý thức rằng cô nên thuê những người giỏi nhất, ngay cả khi cô không ở trạng thái tốt nhất." Dennis Lim của Blender coi đây là "[album] nhất quán nhất của cô, một bộ sưu tập với tính giải trí liền mạch qua những bản electropop tươi sáng, hấp dẫn." Margeaux Watson của Entertainment Weekly nhận xét rằng dù album không phải là thơ nhưng "có điều gì đó thú vị mang tính thoát ly về Blackout, một album nhạc dance hoàn hảo với nhiều yếu tố điện tử sôi nổi nhằm hỗ trợ cho những bản hit hay nhất của cô" Một nhà phê bình của NME chia sẻ rằng chất giọng được xử lý quá mức khiến Spears nghe như người máy, đồng thời nói thêm rằng "mọi thứ sẽ hoàn hảo hơn nếu có thêm yếu tố con người." Tom Ewing của Pitchfork gọi "Get Naked (I Got a Plan)" là tâm điểm của Blackout, và định hình album là "tuyệt đỉnh nhạc pop hiện đại, và có lẽ chỉ có ngôi sao này mới có thể phát hành vào thời điểm này." Ewing cũng so sánh mối quan hệ giữa Spears và album với loạt phim truyền hình Mỹ Twin Peaks, nói rằng điều khiến bộ phim "tuyệt vời không phải là cốt chuyện về một cô gái ngoan thành hư, mà là sự kỳ lạ trong cách triển khai câu chuyện. Và cuộc sống ngoài đĩa của Britney vừa là sự xao lãng vừa là động lực cho album phi thường này".
Mike Schiller của PopMatters gay gắt hơn khi nói: "Ngay từ ảnh bìa cực kỳ lòe loẹt, Blackout hoàn toàn có thể vứt bỏ và cuối cùng là bị lãng quên." Melissa Maerz từ Rolling Stone giải thích rằng album "là lần đầu tiên trong sự nghiệp mà cô nói lên hiện thực cuộc sống của mình" và rằng "cô ấy sẽ tạo nên những bản nhạc pop hay nhất cho đến khi nhân viên xã hội cắt đi nguồn cung cấp hit của cô." Tác giả Sal Cinquemani của Slant Magazine so sánh album một cách thiếu thiện chí với In the Zone, nói rằng mặc dù Blackout "ghi điểm tốt và đạt độ nóng đáng kể, [đây] không phải là một bước tiến lớn với Britney sau In the Zone năm 2003 mạnh mẽ đến ngạc nhiên, ở đó cô tham gia sáng tác ở phần lớn những bài hát (trái ngược với ba bài hát ít ỏi ở đây)." Andy Battaglia của The A.V. Club cho rằng album "vừa là một sự kiện quan trọng vừa là sự bất thường đáng lo ngại, được tạo ra theo cách không thể bí ấn hơn và ở thời điểm không thể kỳ lạ hơn" và ở đó "mọi bài hát đều có vẻ tiến bộ và kỳ lạ rõ rệt." Alexis Petridis từ The Guardian gọi đây là "một album táo bạo, thú vị: câu hỏi đặt ra là liệu ai có thể nghe tác phẩm trước những ồn ào từ lời đàm tiếu hay không." Anh giải thích thêm rằng khi đối mặt với hình ảnh công chúng đang rơi tự do, một nghệ sĩ có hai lựa chọn: tạo ra âm nhạc "gợi lại những ngày tháng hoàng kim, trước khi gặp rắc rối của bạn" để "nhấn mạnh sự bình thường của bạn" hoặc "vứt bỏ sự thận trọng: với vận may đang dần mất đi của bạn, có gì sai khi thử một vài rủi ro trong âm nhạc?" Petridis nhận xét rằng Spears đã chọn cách thứ hai và kết quả "đa phần là tuyệt vời."
Kelefa Sanneh của The New York Times nói: "Giai điệu điện tử và bassline dày xung quanh chất giọng mỏng của Spears, và đúng như tiêu đề album gợi ý, bản sắc chung của album là vô cùng phấn chấn và không hối tiếc." Sanneh cảm thấy Spears xuất diện đầy ma quái trong album, giải thích rằng khi so sánh với những đĩa nhạc trước của cô, "[cô ấy] không hề công bố rầm rộ với Blackout [...] Ngay cả khi cô được quàng cáo là một cựu thành viên Mouseketeer trong sáng, và ngay cả khi cô lưu diễn cả nước với chiếc micro có chức năng như một đạo cụ, ở cô ấy vẫn có điều gì đó rất mãnh liệt." Peter Robinson của The Observer chỉ ra rằng Spears "đã mang đến album hay nhất trong sự nghiệp của cô, nâng tầm nhạc pop hiện đại với sự kết hợp gây nổ giữa Shock Value của Timbaland và những tác phẩm trước của chính cô." Ellee Dean của The Phoenix cho biết album "có thể là sự tôn vinh kỹ năng của các nhà sản xuất hạng A đã hướng dẫn cô thực hiện một đĩa hát tốt hơn những tài năng của chính cô. Nhưng ít nhất, cô ấy cũng đủ thông minh để chấp nhận điều đó." Trong bài mô tả đến người dùng trên MSN Music, nhà phê bình Robert Christgau cho album điểm B+ và nói rằng "Từ 'It's Britney bitch' của 'Gimme More' đến âm thanh từ đĩa đơn của năm 'Piece of Me', từ 'cảm thấy bạn sâu bên trong' của 'Ooh Ooh Baby' đến 'chạm vào đó của tôi' trong 'Perfect Lover', album đem đến sự thuần khiết, chín mọng, gợi cảm đầy nhựa sống."
Tuy nhiên, những bài đánh giá về sau đều ca ngợi Blackout và ghi nhận những ảnh hưởng mạnh mẽ của album đến nền âm nhạc cuối thập niên 2000 và đầu thập niên 2010. Rob Sheffield của Rolling Stone mô tả đĩa nhạc là "một trong những album có tầm ảnh hưởng nhất làng nhạc pop đương đại". Trong một bài đánh giá nhìn lại xuất bản năm 2017, Alim Kheraj của Dazed gọi Blackout  là "một trong những album pop sáng tạo nhất lịch sử những năm gần đây", đĩa nhạc "mãi mãi chứng minh rằng sự nghiệp [của Spears] không phải là một 'trò hề vụng về'[.]" Kheraj cũng nói rằng album "là kết quả của một khoảnh khắc may rủi trong lịch sử văn hóa đại chúng, khi chứng kiến mối quan hệ tình cờ và cộng sinh giữa một nghệ sĩ đang xói mòn quá khứ của bản thân và những nhà sản xuất đang gầy dựng tương lai, đã được đền đáp." Nhiều ấn phẩm âm nhạc như Billboard, The Fader, Nylon và Vice đều nhìn nhận Blackout là dự án xuất sắc nhất của Spears cho đến nay. Năm 2022, Elise Soutar của PopMatters nhận xét rằng album "vẫn có cảm giác tươi mới sau 15 năm".

## Thành tựu

### Giải thưởng và đề cử
| Năm  | Tổ chức                          | Giải thưởng           | Kết quả   | Ct.     |
| ---- | -------------------------------- | --------------------- | --------- | ------- |
| 2008 | Giải thưởng Âm nhạc Alfa         | Album xuất sắc nhất   | Đoạt giải | [ 107 ] |
| 2008 | Giải NME                         | Album tệ nhất         | Đoạt giải | [ 108 ] |
| 2008 | Giải thưởng Âm nhạc NRJ          | Album quốc tế của năm | Đoạt giải | [ 109 ] |
| 2008 | Giải thưởng Âm nhạc MTV Châu Âu  | Album xuất sắc nhất   | Đoạt giải | [ 110 ] |
| 2008 | Giải thưởng Âm nhạc Virgin Media | Thảm họa của năm      | Đoạt giải | [ 111 ] |
| 2008 | Giải thưởng Âm nhạc Virgin Media | Album xuất sắc nhất   | Đoạt giải | [ 112 ] |

### Danh sách
| Nhà xuất bản     | Năm  | Danh sách                                                   | Vị trí | Ct.     |
| ---------------- | ---- | ----------------------------------------------------------- | ------ | ------- |
| Billboard        | 2007 | Sự lựa chọn của độc giả – Top 10 album của năm 2007         | 1      | [ 113 ] |
| Idolator         | 2007 | Album xuất sắc nhất năm 2007 của giới phê bình              | 33     | [ 114 ] |
| The Guardian     | 2007 | Album xuất sắc nhất năm 2007                                | 17     | [ 115 ] |
| The Observer     | 2007 | 2007: 50 Album xuất sắc nhất                                | 50     | [ 116 ] |
| Rolling Stone    | 2007 | Top 50 Album của năm 2007                                   | 50     | [ 117 ] |
| Slant Magazine   | 2007 | Top Album của năm 2007                                      | –      | [ 118 ] |
| Rock's Backpages | 2009 | Album xuất sắc nhất, 2000–2009                              | 5      | [ 119 ] |
| Rolling Stone    | 2009 | Độc giả Bình chọn Cuối thập niên                            | 7      | [ 120 ] |
| The Times        | 2009 | Album Pop xuất sắc nhất Thập niên                           | 5      | [ 121 ] |
| The Guardian     | 2013 | 500 Album được yêu thích nhất mọi thời gian của các tác giả | –      | [ 122 ] |
| The Guardian     | 2019 | 100 Album xuất sắc nhất Thế kỷ 21                           | 39     | [ 123 ] |
| Rolling Stone    | 2020 | 500 Album Vĩ đại nhất                                       | 441    | [ 41 ]  |

## Diễn biến thương mại

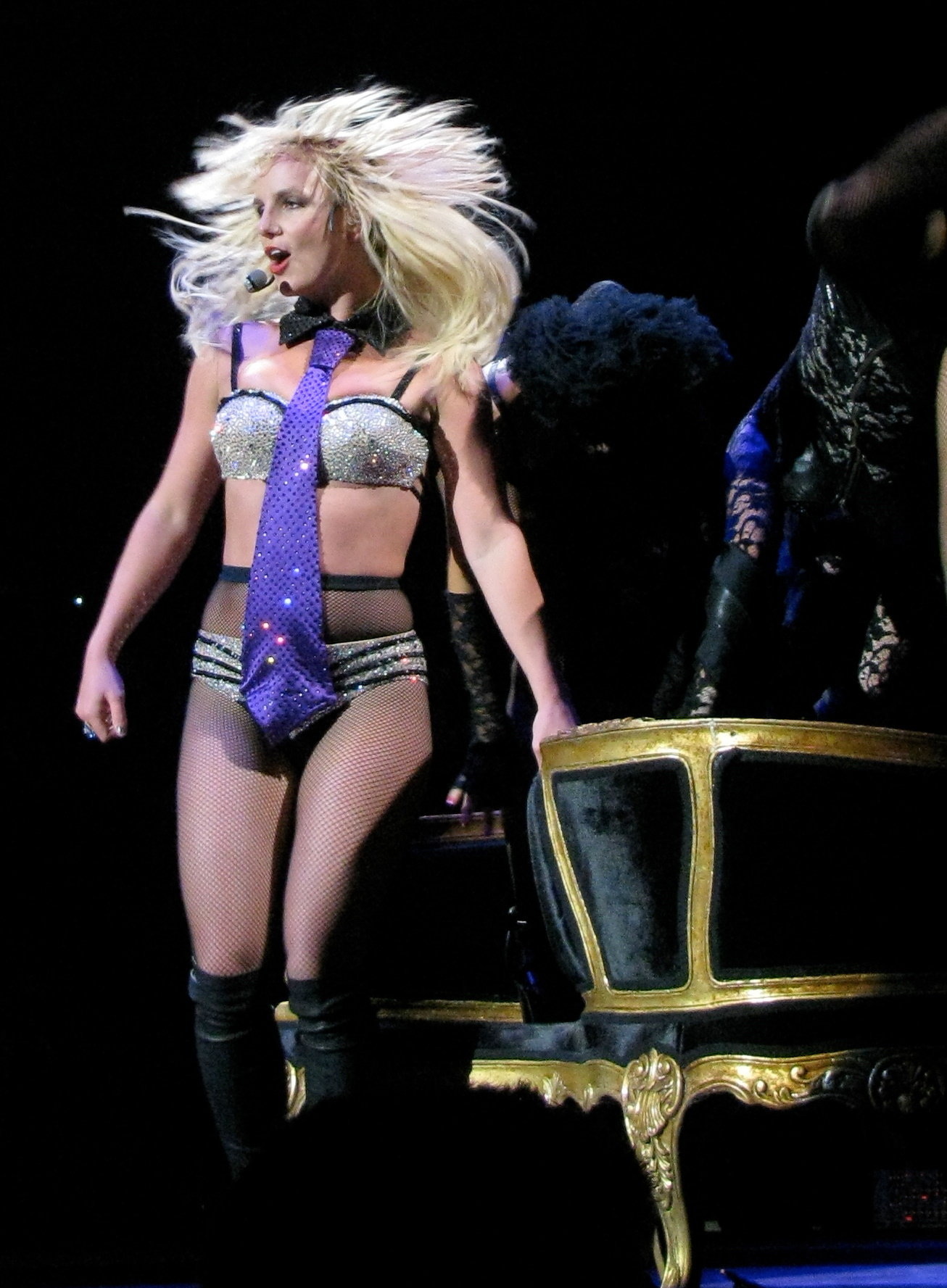
Spears trình diễn "Freakshow" trong chuyến lưu diễn the Circus Starring Britney Spears năm 2009

Tại Hoa Kỳ, Blackout bán được 124,000 bản trong ngày đầu ra mắt theo Nielsen SoundScan. Jessica Letkemann của Billboard so sánh doanh số tiêu thụ với album quán quân tuần trước Carnival Ride của Carrie Underwood, vốn đã bán được 49,000 bản, ước tính rằng Blackout sẽ thống trị bảng xếp hạng Billboard 200. Vào ngày 6 tháng 11 năm 2007, Billboard thông báo rằng mặc dù lượng đĩa tuần đầu của Long Road Out of Eden của Eagles đã vượt qua Spears một cách dễ dàng, nhưng nhóm sẽ không thể đứng đầu bảng xếp hạng vì quy định không thống kê lượng album bán độc quyền tại một cửa hàng bán lẻ–Walmart trong trường hợp này–khi xếp hạng trên Billboard 200. Trong buổi chiều cùng ngày, Walmart thông báo rằng Long Road Out of Eden đã bán được 711,000 bản. Vào buổi tối, thông qua một bài báo trên Billboard.biz đã thông báo rằng sau thỏa thuận với Nielsen SoundScan, Billboard sẽ cho phép những album độc quyền tại một nhà bán lẻ xuất hiện trên bảng xếp hạng, có hiệu lực ngay trong tuần đó. Kết quả, Long Road Out of Eden đứng đầu bảng xếp hạng Billboard 200, trong khi Blackout ra mắt ở vị trí thứ hai, với doanh số tuần đầu đạt 290,000 bản. Đây là album phòng thu đầu tiên của Spears không ra mắt ở vị trí số một. Tuy nhiên, album lập kỷ lục về lượng đĩa nhạc số cao nhất tuần đầu của một nghệ sĩ nữ lúc bấy giờ. Sau khi phát hành Circus vào tháng 12 năm 2008, Blackout trở lại bảng xếp hạng ở vị trí thứ 198, với doanh số 4,600 bản; và trải qua 34 tuần trên bảng xếp hạng. Tính đến tháng 3 năm 2015, album bán được một triệu bản tại Hoa Kỳ và được chứng nhận hai đĩa Bạch kim bởi Hiệp hội Công nghiệp Ghi âm Hoa Kỳ (RIAA) vào tháng 10 năm 2023, công nhận lượng đĩa xuất xưởng đạt hai triệu bản.
Tại Canada, Blackout ra mắt ở vị trí số một trên bảng xếp hạng Canadian Albums Chart với 29,000 đơn vị, trở thành album quán quân đầu tiên của cô kể từ Britney (2001). Đĩa nhạc được chứng nhận Bạch kim bởi Hiệp hội Công nghiệp ghi âm Canada (CRIA) cho lượng đĩa đạt 100,000 bản. Tại Mexico, album đạt vị trí thứ 18 trong tuần đầu, và vươn đến hạng hai ở tuần thứ ba. Tại Úc và New Zealand, album lần lượt ra mắt ở vị trí thứ ba và thứ tám. Blackout được chứng nhận Bạch kim bởi Hiệp hội Công nghiệp ghi âm Úc (ARIA) và Vàng bởi Hiệp hội Công nghiệp ghi âm New Zealand (RIANZ). Tại Nhật Bản, album đạt vị trí thứ tư trên Oricon Albums Chart, và được chứng nhận Vàng bởi Hiệp hội Công nghiệp Ghi âm Nhật Bản (RIAJ). Tại Vương quốc Anh, Blackout ra mắt ở hạng hai trên UK Albums Chart với 42,000 đơn vị, xếp sau Long Road Out of Eden, và trụ vững trên bảng xếp hạng trong 28 tuần. Album được chứng nhận Bạch kim bởi Ngành Công nghiệp ghi âm Anh (BPI) cho lượng đĩa xuất xưởng đạt 300,000 bản. Album ra mắt ở ngôi vị quán quân ở Ireland và European Top 100 Albums. Trên khắp châu Âu, Blackout lọt vào top 10 ở Áo, Bỉ, Đan Mạch, Pháp, Đức, Hy Lạp, Ý, Bồ Đào Nha và Thụy Sĩ. Theo Liên đoàn Công nghiệp ghi âm Quốc tế (IFPI), đĩa nhạc là album bán chạy thứ 32 trên toàn cầu trong năm 2007. Đến cuối năm 2008, Blackout bán được 3.1 triệu bản trên toàn thế giới.

## Tác động và di sản
— Rob Sheffield của Rolling Stone
Khi Blackout được phát hành, thái độ của Spears trước công chúng bắt đầu gây hại đến hình ảnh của cô. Stephen Thomas Erlewine của AllMusic nói rằng Spears là một nghệ sĩ luôn dựa vào "nhân cách quyến rũ được điêu khắc cẩn thận", nhưng với Blackout "những hình tượng đó được thay thế bằng hình ảnh Britney lấy dù đập kính xe, lau những ngón tay dính dầu mỡ bằng những bộ váy hàng hiệu, và vô hồn trên sân khấu, mỗi thảm họa mới đều tước đi vẻ gợi cảm còn sót lại trong hình ảnh trước công chúng của cô." Erlewine nói thêm rằng album được dùng làm nhạc nền "cho những ngày tháng say xỉn, mơ hồ của Britney, phản ánh sự lăng mạ tràn lan mặt báo lá cải", đồng thời cảm thấy album có sự mạch lạc mà Spears đang thiếu ngoài đời. "Khi cô ấy tung ra Blackout năm 2007, ngành công nghiệp âm nhạc đã chế giễu, nhưng vài năm sau lại liên tục bắt chước, đến mức mọi thứ trên đài phát thanh pop đều giống như Blackout," Rob Sheffield của Rolling Stone cho biết.
Blackout được nhiều nhà phê bình âm nhạc và người hâm mộ gọi là "Kinh Thánh nhạc Pop" vì tác động của album đến ngành công nghiệp âm nhạc và được coi là một trong những album có tầm ảnh hưởng nhất mọi thời đại. Ca sĩ kiêm nhạc sĩ người Anh Sam Smith viết trên Instagram cá nhân, "Một trong những album hay nhất mọi thời đại. Không cần bàn cãi". Tom Ewing của Pitchfork chỉ ra rằng sau khi "Freakshow" bị rò rỉ, một bài viết trên diễn đàn dubstep về bài hát đã đạt đến bảy trang trong 24 giờ, gây nên những phản ứng trái chiều và chứng minh rằng "khi nhạc chính thống mượn nhạc underground, vốn từ vựng nhạc pop sẽ phong phú hơn." Anh cũng cho rằng chất lượng của mọi bản nhạc trong Blackout xuất phát từ lý do kinh tế, vì một trong những nguyên nhân chính khiến doanh số bán album sụt giảm trong thời đại số là do việc "tháo rời" album ở những cửa hàng trực tuyến – giúp người tiêu dùng dễ dàng mua một vài bản nhạc thay vì toàn bộ album. Ewing giải thích rằng "Đây là Revolver của các album nhạc pop – mọi bài hát đều hay, đều là bản hit tiềm năng – điều đó thật sự rất ý nghĩa. Đặc biệt, nếu một ngôi sao biết cập nhật âm nhạc giữa một thị trường đang phát triển nhanh chóng."
Nhiều nhà phê bình ghi nhận việc sử dụng Auto-Tune trong giọng hát của Spears. Ewing nói rằng Blackout như một lời nhắc nhở về mức độ nhận diện giọng hát của Spears, nói rằng "dù qua xử lý hay chưa: chất giọng miền Nam khàn và mỏng của cô ấy vẫn sẽ là một trong những âm thanh định nghĩa nhạc pop những năm 2000." Anh cho rằng album "là một bậc thầy về autotune và sử dụng giọng hát như một nhạc cụ phòng thu, làm gián đoạn và gây nhiễu những bài hát nhiều như lợi ích của nó." Trong lúc đánh giá bản thu nháp "Telephone" của Spears, Rob Sheffield của Rolling Stone so sánh bài hát với "Piece of Me", "một lần nữa chứng minh tầm ảnh hưởng của Britney đến âm thanh nhạc pop hiện tại. Mọi người thích chế giễu Britney, và tại sao không, nhưng nếu 'Telephone' chứng minh được điều gì đó, có thể xem Blackout là album pop có tầm ảnh hưởng nhất trong năm năm qua" Vào tháng 6 năm 2012, Blackout được đưa vào thư viện và kho lưu trữ âm nhạc của Đại sảnh Danh vọng Rock and Roll. Gọi album là "nhạc pop đột biến kinh điển", Dazed gọi Blackout là một trong những đĩa nhạc có sức ảnh hưởng nhất một thập kỷ qua bởi cách kết hợp hip hop, pop, R&B và EDM, đồng thời nói thêm "Spears từng than thở rằng cô không còn là một cô gái nhưng chưa hẳn là phụ nữ... Blackout là tín hiệu cho thấy quá trình chuyển đổi đã đạt đến đỉnh điểm. Tuy nhiên, thay vì nổi lên như một công chúa nhạc pop Stepford, Britney lại xuất hiện đầy nổi loạn và kinh doanh nhạc pop điên cuồng."

## Thành phần thực hiện
Thành phần thực hiện được trích từ ghi chú của Blackout.
- Klas Åhlund – bass (bài 2), sáng tác (bài 2)
- Marcella "Ms. Lago" Araica – kỹ sư (bài 1, 4, 6, 9 và 11), phối khí (bài 1, 4, 6, 9 và 11), lập trình (bài 1, 4 và 6), sáng tác (bài 1, 4, 6, 9 và 11)
- Jim Beanz – giọng nền (bài 1, 4, 9 và 11), sáng tác (bài 1, 4 và 11), sản xuất giọng hát (bài 1, 4, 6, 9 và 11)
- Bloodshy & Avant – bass (bài 2, 3, 7 và 8), kỹ sư (bài 2, 3, 7 và 8), guitar (bài 2, 3, 7 và 8), đàn phím (bài 2, 3, 7 và 8), sản xuất (bài 2, 3, 7 và 8), lập trình (bài 2, 3, 7 và 8), sáng tác (bài 2, 3, 7 và 8)
- Kobie "The Quarterback" Brown – xin giấy phép
- Miguel Bustamante – hỗ trợ phối khí (bài 9)
- Jim Carauna – kỹ sư (bài 3 và 7)
- Robyn Carlsson – giọng nền (bài 2)
- The Clutch – kỹ sư (bài 3 và 7), sản xuất (bài 3 và 7)
- Erick Coomes – bass (bài 10), guitar (bài 10), sáng tác (bài 10)
- Tom Coyne – master (tất cả bài)
- Danja – sản xuất (bài 1, 4, 6, 9 và 11), sáng tác (bài 1, 4, 6, 9 và 11)
- Kara DioGuardi – giọng nền (bài 10), sản xuất (bài 5 và 10), sáng tác (bài 10), sản xuất giọng hát (bài 5)
- Corté "The Author" Ellis – giọng nền (bài 6), sáng tác (bài 6)
- Damon Ellis – xin giấy phép
- David M. Erlich – điều phối sản xuất (bài 1, 4, 6, 9 và 11)
- Devine Evans – hiệu ứng kỹ thuật số (bài 6), chỉnh sửa Pro Tools (bài 6)
- Mike Evans – điều phối sản xuất (bài 1, 4, 6, 9 và 11)
- Niklas Flyckt – phối khí (bài 2, 3, 7 và 8)
- Freescha – kỹ sư (bài 5), nhạc cụ (bài 5), sản xuất (bài 5), sáng tác (bài 5)
- Sean "The Pen" Garrett – giọng nền (bài 8), sản xuất (bài 8), sáng tác (bài 8)
- Brian Garten – kỹ sư (bài 12)
- Hart Gunther – hỗ trợ kỹ sư (bài 12)
- Mark Gray – hỗ trợ kỹ sư (bài 4)
- Jeri Heiden – chỉ đạo nghệ thuật, thiết kế
- Keri Hilson – giọng nền (bài 1, 4 và 11), sáng tác (bài 1, 4 và 11), sản xuất giọng hát (bài 1)
- Mike Houge – kỹ sư (bài 10), hỗ trợ phối khí (bài 10)
- Chad Hugo – phối khí (bài 12), sản xuất (bài 12)
- Richard "Segal" Huredia – kỹ sư (bài 10)
- Cara Hutchinson – Zomba điều phối sản xuất
- Lisa Jachno – làm móng tay
- Henrik Jonback – bass (bài 7), guitar (bài 2, 3 và 7), sáng tác (bài 2, 3 và 7)
- Ryan Kennedy – hỗ trợ kỹ sư (bài 12)
- Ezekiel Lewis – giọng nền (bài 7), sáng tác (bài 3 và 7)
- Tony Maserati – phối khí (bài 5 và 10)
- Miike Snow – hỗ trợ kỹ sư (bài 9 và 11), hỗ trợ phối khí (bài 1, 4, 6, 9 và 11)
- Jeff Monachino – xin giấy phép
- Nicole Morier – giọng nền (bài 5), sáng tác (bài 5)
- Balewa Muhammad – sáng tác (bài 3)
- Vernon Mungo – kỹ sư (bài 8)
- Jackie Murphy – chỉ đạo nghệ thuật, thiết kế
- Glen Nakasako – chỉ đạo nghệ thuật, thiết kế
- Farid "Fredwreck" Nassar – guitar (bài 10), đàn phím (bài 10), sản xuất (bài 10), sáng tác (bài 10)
- Candice Nelson – giọng nền (bài 3 và 7), sáng tác (bài 3)
- Brian Paturalski – kỹ sư (bài 10), vocal kỹ sư (bài 5)
- Jenny Prince – điều phối A&R
- J. Que – sáng tác (bài 3 và 7)
- Nancy Roof – quản trị A&R
- David Schmidt – xin giấy phép
- Rob Skipworth – hỗ trợ kỹ sư (bài 8)
- Britney Spears – điều hành sản xuất, sáng tác (bài 7 và 10), giọng hát (tất cả bài)
- Supa Engineer Duro – phối khí (bài 12)
- T-Pain – biên khúc (bài 9), giọng nền (bài 9), sáng tác (bài 9)
- Ron Taylor – biên tập (bài 1, 4, 6, 9 và 11)
- Francesca Tolot – trang điểm
- Valente – hỗ trợ kỹ sư (bài 1)
- Kristen Vallow – tạo mẫu đạo cụ
- Ellen von Unwerth – nhiếp ảnh gia
- Windy Wagner – giọng nền (bài 9)
- Magnus "Mango" Wallbert – lập trình bổ sung (bài 8), sáng tác (bài 8)
- Teresa LaBarbera Whites – A&R
- Pharrell Williams – giọng nền (bài 12), sản xuất (bài 12), sáng tác (bài 12)
- Patti Wilson – tạo mẫu
- Jordan "DJ Swivel" Young – kỹ sư bổ sung (bài 12), hỗ trợ phối khí (bài 12)

## Danh sách bài hát
| Blackout – Bản tiêu chuẩn | Blackout – Bản tiêu chuẩn  | Blackout – Bản tiêu chuẩn                                                            | Blackout – Bản tiêu chuẩn       | Blackout – Bản tiêu chuẩn |
| STT                       | Nhan đề                    | Sáng tác                                                                             | Sản xuất                        | Thời lượng                |
| ------------------------- | -------------------------- | ------------------------------------------------------------------------------------ | ------------------------------- | ------------------------- |
| 1.                        | "Gimme More"               | Nate Hills James Washington Keri Hilson Marcella Araica                              | Danja Jim Beanz [a] Hilson [a]  | 4:11                      |
| 2.                        | "Piece of Me"              | Christian Karlsson Pontus Winnberg Klas Åhlund                                       | Bloodshy & Avant                | 3:32                      |
| 3.                        | "Radar"                    | Karlsson Winnberg Henrik Jonback Balewa Muhammad Candice Nelson Ezekiel Lewis J. Que | Bloodshy & Avant The Clutch [b] | 3:49                      |
| 4.                        | "Break the Ice"            | Hills Washington Hilson Araica                                                       | Danja Beanz [a]                 | 3:16                      |
| 5.                        | "Heaven on Earth"          | Michael McGroarty Nick Huntington Nicole Morier                                      | Freescha Kara DioGuardi         | 4:52                      |
| 6.                        | "Get Naked (I Got a Plan)" | Corté Ellis Washington Hills Araica Nigel Talley                                     | Danja Beanz [a]                 | 4:45                      |
| 7.                        | "Freakshow"                | Britney Spears Karlsson Winnberg Jonback Lewis J. Que                                | Bloodshy & Avant The Clutch [b] | 2:55                      |
| 8.                        | "Toy Soldier"              | Karlsson Winnberg Magnus Wallbert Sean "The Pen" Garrett                             | Bloodshy & Avant Garrett [b]    | 3:21                      |
| 9.                        | "Hot as Ice"               | Faheem "T-Pain" Najm Hills Araica                                                    | Danja Beanz [a]                 | 3:16                      |
| 10.                       | "Ooh Ooh Baby"             | Spears DioGuardi Farid "Fredwreck" Nassar Erick Coomes                               | Nassar DioGuardi                | 3:28                      |
| 11.                       | "Perfect Lover"            | Hills Washington Hilson Araica                                                       | Danja Beanz [a]                 | 3:02                      |
| 12.                       | "Why Should I Be Sad"      | Pharrell Williams                                                                    | The Neptunes                    | 3:10                      |
| Tổng thời lượng:          | Tổng thời lượng:           | Tổng thời lượng:                                                                     | Tổng thời lượng:                | 43:37                     |

| Blackout – Bản tại Target Hoa Kỳ (bản nhạc kèm theo) | Blackout – Bản tại Target Hoa Kỳ (bản nhạc kèm theo) | Blackout – Bản tại Target Hoa Kỳ (bản nhạc kèm theo) | Blackout – Bản tại Target Hoa Kỳ (bản nhạc kèm theo) | Blackout – Bản tại Target Hoa Kỳ (bản nhạc kèm theo) |
| STT                                                  | Nhan đề                                              | Sáng tác                                             | Sản xuất                                             | Thời lượng                                           |
| ---------------------------------------------------- | ---------------------------------------------------- | ---------------------------------------------------- | ---------------------------------------------------- | ---------------------------------------------------- |
| 13.                                                  | "Outta This World"                                   | Hills Washington Hilson Araica                       | Danja Beanz [a]                                      | 3:45                                                 |
| Tổng thời lượng:                                     | Tổng thời lượng:                                     | Tổng thời lượng:                                     | Tổng thời lượng:                                     | 47:22                                                |

| Blackout – Bản tại Nhật Bản (bản nhạc kèm theo) | Blackout – Bản tại Nhật Bản (bản nhạc kèm theo) | Blackout – Bản tại Nhật Bản (bản nhạc kèm theo) | Blackout – Bản tại Nhật Bản (bản nhạc kèm theo)  | Blackout – Bản tại Nhật Bản (bản nhạc kèm theo) |
| STT                                             | Nhan đề                                         | Sáng tác                                        | Sản xuất                                         | Thời lượng                                      |
| ----------------------------------------------- | ----------------------------------------------- | ----------------------------------------------- | ------------------------------------------------ | ----------------------------------------------- |
| 14.                                             | "Everybody"                                     | Rotem Bogart Lennox Stewart                     | Rotem                                            | 3:17                                            |
| 15.                                             | "Get Back"                                      | Ellis Hills Araica                              | Danja Ellis [a]                                  | 3:50                                            |
| 16.                                             | "Gimme More" (Paul Oakenfold Remix)             | Hills Washington Hilson Araica                  | Danja Beanz [a] Paul Oakenfold [c] Ian Green [d] | 6:06                                            |
| Tổng thời lượng:                                | Tổng thời lượng:                                | Tổng thời lượng:                                | Tổng thời lượng:                                 | 60:35                                           |

| Blackout – Bản cao cấp nhạc số (bản nhạc kèm theo) | Blackout – Bản cao cấp nhạc số (bản nhạc kèm theo) | Blackout – Bản cao cấp nhạc số (bản nhạc kèm theo)    | Blackout – Bản cao cấp nhạc số (bản nhạc kèm theo) | Blackout – Bản cao cấp nhạc số (bản nhạc kèm theo) |
| STT                                                | Nhan đề                                            | Sáng tác                                              | Sản xuất                                           | Thời lượng                                         |
| -------------------------------------------------- | -------------------------------------------------- | ----------------------------------------------------- | -------------------------------------------------- | -------------------------------------------------- |
| 13.                                                | "Get Back"                                         | Ellis Hills Araica                                    | Danja Ellis [a]                                    | 3:50                                               |
| 14.                                                | "Gimme More" (Junkie XL Dub)                       | Hills Washington Hilson Araica                        | Danja Beanz [a] Junkie XL [c] Ian Green [d]        | 4:58                                               |
| 15.                                                | "Everybody"                                        | J.R. Rotem Evan Kidd Bogart Annie Lennox Dave Stewart | J.R. Rotem                                         | 3:17                                               |
| Tổng thời lượng:                                   | Tổng thời lượng:                                   | Tổng thời lượng:                                      | Tổng thời lượng:                                   | 55:42                                              |

| Blackout – Bản cao cấp tại trang nhạc số (bonus video) | Blackout – Bản cao cấp tại trang nhạc số (bonus video) | Blackout – Bản cao cấp tại trang nhạc số (bonus video) | Blackout – Bản cao cấp tại trang nhạc số (bonus video) | Blackout – Bản cao cấp tại trang nhạc số (bonus video) |
| STT                                                    | Nhan đề                                                | Sáng tác                                               | Director(s)                                            | Thời lượng                                             |
| ------------------------------------------------------ | ------------------------------------------------------ | ------------------------------------------------------ | ------------------------------------------------------ | ------------------------------------------------------ |
| 16.                                                    | "Gimme More" (video ca nhạc)                           | Hills Washington Hilson Araica                         | Jake Sarfaty                                           | 4:01                                                   |
| Tổng thời lượng:                                       | Tổng thời lượng:                                       | Tổng thời lượng:                                       | Tổng thời lượng:                                       | 59:43                                                  |

Ghi chú
- ^a  nghĩa là sản xuất
- ^b  nghĩa là đồng sản xuất
- ^c  nghĩa là người phối lại
- ^d  nghĩa là sản xuất bổ sung

 Ghi chú nhạc mẫu 
- "Ooh Ooh Baby" kết hợp tiết tấu của "Rock and Roll" bởi Gary Glitter, và giai điệu của "Happy Together" bởi The Turtles.
- "Everybody" kết hợp phần nhạc mẫu của "Sweet Dreams (Are Made of This)", sáng tác bởi Annie Lennox và Dave Stewart.

## Xếp hạng
| Bảng xếp hạng (2007–2008)                | Vị trí cao nhất |
| ---------------------------------------- | --------------- |
| Album Úc (ARIA)                          | 3               |
| Album Áo (Ö3 Austria)                    | 6               |
| Album Bỉ (Ultratop Vlaanderen)           | 17              |
| Album Bỉ (Ultratop Wallonie)             | 6               |
| Album Brazil (ABPD)                      | 3               |
| Album Canada (Billboard)                 | 1               |
| Album Croatia (HDU)                      | 48              |
| Album Cộng hòa Séc (ČNS IFPI)            | 27              |
| Album Đan Mạch (Hitlisten)               | 6               |
| Album Hà Lan (Album Top 100)             | 14              |
| European Top 100 Albums (Billboard)      | 1               |
| Album Phần Lan (Suomen virallinen lista) | 22              |
| Album Pháp (SNEP)                        | 2               |
| Album Đức (Offizielle Top 100)           | 10              |
| Album Hy Lạp (IFPI)                      | 3               |
| Album Hungaria (MAHASZ)                  | 24              |
| Album Ireland (IRMA)                     | 1               |
| Album Ý (FIMI)                           | 6               |
| Album Nhật (Oricon)                      | 4               |
| Album Mexico (Top 100 Mexico)            | 2               |
| Album New Zealand (RMNZ)                 | 8               |
| Album Na Uy (VG-lista)                   | 12              |
| Album Ba Lan (ZPAV)                      | 24              |
| Album Bồ Đào Nha (AFP)                   | 10              |
| Album Scotland (OCC)                     | 3               |
| Album Tây Ban Nha (PROMUSICAE)           | 11              |
| Album Thụy Điển (Sverigetopplistan)      | 11              |
| Album Thụy Sĩ (Schweizer Hitparade)      | 4               |
| Album Anh Quốc (OCC)                     | 2               |
| Album Hoa Kỳ Billboard 200               | 2               |

| Bảng xếp hạng (2007)          | Vị trí |
| ----------------------------- | ------ |
| Album Úc (ARIA)               | 56     |
| Album Dance Úc (ARIA)         | 5      |
| Album Bỉ (Ultratop Wallonia)  | 97     |
| Album Pháp (SNEP)             | 138    |
| Album Mexico (Top 100 Mexico) | 87     |
| Album Nga (2M)                | 4      |
| Album Anh Quốc (OCC)          | 130    |
| Hoa Kỳ Billboard 200          | 138    |
| Album Toàn cầu (IFPI)         | 32     |
| Bảng xếp hạng (2008)          | Vị trí |
| Album Úc (ARIA)               | 83     |
| Album Dance Úc (ARIA)         | 10     |
| Album Nga (2M)                | 1      |
| Album Anh Quốc (OCC)          | 110    |
| Hoa Kỳ Billboard 200          | 85     |

## Chứng nhận
| Quốc gia | Chứng nhận  | Số đơn vị/doanh số chứng nhận |
| --- | ----------- | ----------------------------- |
| Úc (ARIA) | Bạch kim    | 70.000^                       |
| Bỉ (BEA) | Vàng        | 15.000*                       |
| Brasil (Pro-Música Brasil) | Vàng        | 30.000*                       |
| Canada (Music Canada) | 2× Bạch kim | 200.000‡                      |
| Pháp (SNEP) | Vàng        | 75.000*                       |
| Hungary (Mahasz) | Vàng        | 3.000^                        |
| Ireland (IRMA) | Bạch kim    | 15.000^                       |
| Ý (FIMI) | Vàng        | 40.000*                       |
| Nhật Bản (RIAJ) | Vàng        | 100.000^                      |
| New Zealand (RMNZ) | Vàng        | 7.500^                        |
| Na Uy (IFPI) | —           | 8,200                         |
| Ba Lan (ZPAV) | Bạch kim    | 20.000‡                       |
| Nga (NFPF) | 3× Bạch kim | 60.000*                       |
| Hàn Quốc (KMCA) | —           | 7,464                         |
| Anh Quốc (BPI) | Bạch kim    | 300.000‡                      |
| Hoa Kỳ (RIAA) | 2× Bạch kim | 2.000.000‡                    |
| Tổng hợp |             |                               |
| Toàn cầu | —           | 3,100,000                     |
| * Chứng nhận dựa theo doanh số tiêu thụ. ^ Chứng nhận dựa theo doanh số nhập hàng. ‡ Chứng nhận dựa theo doanh số tiêu thụ và phát trực tuyến. |             |                               |

## Lịch sử phát hành
| Khu vực        | Ngày              | Phiên bản            | Định dạng                                                              | Hãng đĩa   | Ct.                     |
| -------------- | ----------------- | -------------------- | ---------------------------------------------------------------------- | ---------- | ----------------------- |
| Tây Ban Nha    | 25 tháng 10, 2007 | Tiêu chuẩn cao cấp   | CD Tải nhạc số                                                         | Sony BMG   | [ 204 ] [ 205 ]         |
| Đức            | 26 tháng 10, 2007 | Tiêu chuẩn cao cấp   | CD Tải nhạc số                                                         | Sony BMG   | [ 206 ] [ 207 ]         |
| Ý              | 26 tháng 10, 2007 | Tiêu chuẩn cao cấp   | CD Tải nhạc số                                                         | Sony BMG   | [ 208 ] [ 209 ] [ 210 ] |
| Úc             | 27 tháng 10, 2007 | Tiêu chuẩn           | CD                                                                     | Sony BMG   | [ 211 ]                 |
| Pháp           | 29 tháng 10, 2007 | Tiêu chuẩn cao cấp   | CD Tải nhạc số                                                         | Jive       | [ 212 ] [ 213 ] [ 214 ] |
| Ba Lan         | 29 tháng 10, 2007 | Tiêu chuẩn           | CD                                                                     | Sony BMG   | [ 215 ]                 |
| Vương quốc Anh | 29 tháng 10, 2007 | Tiêu chuẩn           | CD                                                                     | RCA        | [ 216 ]                 |
| Canada         | 30 tháng 10, 2007 | Tiêu chuẩn           | CD Tải nhạc số                                                         | Sony BMG   | [ 217 ] [ 218 ]         |
| Hoa Kỳ         | 30 tháng 10, 2007 | Tiêu chuẩn cao cấp   | CD Tải nhạc số                                                         | Jive       | [ 219 ] [ 220 ] [ 221 ] |
| Đan Mạch       | 31 tháng 10, 2007 | Tiêu chuẩn           | CD                                                                     | Sony BMG   | [ 222 ]                 |
| Thụy Điển      | 31 tháng 10, 2007 | Tiêu chuẩn           | CD                                                                     | Sony BMG   | [ 223 ]                 |
| Hoa Kỳ         | 13 tháng 11, 2007 | Độc quyền tại Target | CD                                                                     | Jive       | [ 224 ]                 |
| Nhật Bản       | 14 tháng 11, 2007 | Tiêu chuẩn           | CD                                                                     | BMG Japan  | [ 225 ]                 |
| Hoa Kỳ         | 25 tháng 10, 2019 | Tiêu chuẩn           | Đĩa than Màu đen và trắng xoáy (Độc quyền tại Urban Outfitters)        | Legacy     | [ 226 ]                 |
| Hoa Kỳ         | 13 tháng 4, 2020  | Tiêu chuẩn           | Đĩa than trong suốt (Độc quyền tại Urban Outfitters)                   | Legacy     | [ 227 ]                 |
| Hoa Kỳ         | 31 tháng 8, 2020  | Tiêu chuẩn           | Đĩa than Màu đen, vàng và đỏ loang lổ (Độc quyền tại Urban Outfitters) | Legacy     | [ 228 ]                 |
| Hoa Kỳ         | 16 tháng 10, 2020 | Tiêu chuẩn           | Cassette (Độc quyền tại Urban Outfitters)                              | Legacy     | [ 229 ]                 |
| Hoa Kỳ         | 31 tháng 3, 2023  | Tiêu chuẩn           | Đĩa than Màu đen                                                       | Legacy     | [ 230 ]                 |
| Úc             | 28 tháng 4, 2023  | Tiêu chuẩn           | Đĩa than Màu cam Opaque                                                | Sony Music | [ 231 ]                 |
| Đức            | 28 tháng 4, 2023  | Tiêu chuẩn           | Đĩa than Màu cam Opaque                                                | Sony Music | [ 232 ]                 |
| Ba Lan         | 28 tháng 4, 2023  | Tiêu chuẩn           | Đĩa than Màu cam Opaque                                                | Sony Music | [ 233 ]                 |
| Vương quốc Anh | 28 tháng 4, 2023  | Tiêu chuẩn           | Đĩa than Màu cam Opaque                                                | Sony Music | [ 234 ]                 |